# بيرت غريني (لاعب غولف)
بيرت غريني (بالإنجليزية: Bert Greene)‏ هو لاعب غولف أمريكي، ولد في 11 فبراير 1944 في غراي في الولايات المتحدة.

## وصلات خارجية
- بيرت غريني على موقع رابطة لاعبي الغولف المحترفين (الإنجليزية)